# Titabé (département)
Titabé  est un département du Burkina Faso située dans la province de Yagha et dans la région Sahel.
En 2006, le dernier recensement comptabilise 19 910 habitants

## Villages
- Batibogou
- Bortoré
- Diaounga
- Dioungodio
- Ipéli
- Kourori
- Ouro-Sabou
- Pougoumbiel
- Tégou-Ladiel
- Tégou-Mango
- Tialé
- Tiékagnibi
- Titabé, chef-lieu[2]